# Owen Lars
Owen Lars – wujek Luke’a Skywalkera i przyrodni brat Anakina Skywalkera. Jego żoną jest Beru Lars. Zginął gdy szturmowcy przybyli na jego farmę, a on splunął dowódcy w twarz. Luke wrócił do domu za późno - dom był spalony, a jego krewni nie żyli. Cztery lata później Luke przybył odwiedzić groby wujostwa, gdy był na planecie w celu uwolnienia swego przyjaciela, Hana Solo z rąk Jabby.